# 次反射骗梭螺
次反射骗梭螺（学名：Phenacovolva subreflexa）为梭螺科骗梭螺属的动物。分布于日本、菲律宾、印度尼西亚、塞舌尔群岛西南的阿米兰特、坦桑尼亚以及中国大陆的海域等地，属于暖海产。其多栖息于潮下带。该物种的模式产地在中国。